# Valseutypella multicollis
Valseutypella multicollis är en svampart som beskrevs av Checa, G. Moreno & M.E. Barr 1986. Valseutypella multicollis ingår i släktet Valseutypella och familjen Valsaceae.   Inga underarter finns listade i Catalogue of Life.